# زمین‌لرزه ۱۹۰۹ پرتغال
زمین‌لرزه پرتغال  در تاریخ ۲۳ آوریل ۱۹۰۹ میلادی، برابر با ‎۳ اردیبهشت ۱۲۸۸، ساعت ۱۷:۳۹:۳۶ به زمان یوتی‌سی در پرتغال   رخ داد.  بزرگی آن  ۶٫۶  در مقیاس   ریشتر  اعلام شده‌است. زمین‌لرزه به وقت محلی در روز جمعه، ساعت ۱۷ روی داده و منطقه زمانی آن  یوتی‌سی +۰ بوده‌است (با لحاظ تغییر ساعت تابستانی).
سازمان زمین‌شناسی آمریکا نیز جای این زمین‌لرزه را در مختصات ۳۸°۵۴′شمالی ۸°۴۸′غربی / ۳۸٫۹°شمالی ۸٫۸°غربی  و بزرگی آنرا برابر با ۶٫۶ در مقیاس ریشتر اعلام کرده‌است. 
شمار کشتگان زلزله حدود  ۳۰ نفر بوده‌است.